# 佩德达普拉姆
佩德达普拉姆（Peddapuram），是印度安得拉邦East Godavari县的一个城镇。总人口45174（2001年）。

## 人口
该地2001年总人口45174人，其中男性22308人，女性22866人；0—6岁人口4815人，其中男2453人，女2362人；识字率62.58%，其中男性为66.42%，女性为58.84%。